# Thamala moultoni
Thamala moultoni är en fjärilsart som beskrevs av Corbet 1942. Thamala moultoni ingår i släktet Thamala och familjen juvelvingar. Inga underarter finns listade i Catalogue of Life.